# Fritz Fischer (sportiv)
Fritz Fischer (n. 22 septembrie 1956, Kelheim, Bavaria, Germania) este un biatlonist ce a reprezentat Germania, medaliat olimpic. A participat la 4 ediții ale Jocurilor Olimpice (1980, 1984, 1988, 1992) în care a câștigat o medalie de aur, o medalie de argint și o medalie de bronz.